# Liste der Abgeordnetenhauswahlkreise in Berlin 2006

Wahlkreisverbände und Wahlkreise

Die Liste der Abgeordnetenhauswahlkreise in Berlin 2006 enthält die Wahlkreisverbände und die Wahlkreise für die 16. Wahl des Abgeordnetenhauses von Berlin am 17. September 2006.

## Grundlagen
Bei den Wahlen zum Berliner Abgeordnetenhaus bildet jeder der zwölf Bezirke einen Wahlkreisverband. Der Berliner Senat bestimmt vor jeder Wahl auf Basis der aktuellen Bevölkerungszahlen, wie viele Wahlkreise in jedem Wahlkreisverband eingerichtet werden. Die Abgrenzung der Wahlkreise wird eigenverantwortlich von den Bezirken vorgenommen.
Nach der derzeitigen Gesetzeslage gehören dem Berliner Abgeordnetenhaus 130 Abgeordnete an. Hiervon werden 52 über Landeslisten (Zweitstimme) und weitere 78 über Wahlkreise in den 12 Wahlkreisverbänden gewählt. Der Wahlkreiskandidat mit der relativen Mehrheit der Erststimmen ist jeweils gewählt. Bei Stimmgleichheit entscheidet das Los, das der Bezirkswahlleiter zieht.
Im Gegensatz zu der Regelung der Bundestagswahl sieht das Landeswahlgesetz Ausgleichsmandate vor, wenn eine Partei mehr Wahlkreisabgeordnete stellt, als ihr nach der Zweitstimme zustehen würden (Überhangmandate). Es ist also immer sichergestellt, dass die Stärke der Fraktionen dem Zweitstimmenergebnis entspricht.

## Wahlkreisverbände und Wahlkreise
Gegenüber der vorherigen Wahlkreiseinteilung aus dem Jahre 2001 wurden 58 der 78 Wahlkreise geändert. Die Bezirke Mitte und Lichtenberg verloren je einen Wahlkreis, während die Bezirke Pankow und Tempelhof-Schöneberg je einen Wahlkreis hinzugewannen.
| Nr. | Wahlkreisverband           | Anzahl Wahlkreise | Änderung zu 2001 |
| --- | -------------------------- | ----------------- | ---------------- |
| 1   | Mitte                      | 6                 | −1               |
| 2   | Friedrichshain-Kreuzberg   | 5                 |                  |
| 3   | Pankow                     | 9                 | +1               |
| 4   | Charlottenburg-Wilmersdorf | 7                 |                  |
| 5   | Spandau                    | 5                 |                  |
| 6   | Steglitz-Zehlendorf        | 7                 |                  |
| 7   | Tempelhof-Schöneberg       | 8                 | +1               |
| 8   | Neukölln                   | 6                 |                  |
| 9   | Treptow-Köpenick           | 6                 |                  |
| 10  | Marzahn-Hellersdorf        | 7                 |                  |
| 11  | Lichtenberg                | 6                 | −1               |
| 12  | Reinickendorf              | 6                 |                  |

### Wahlkreisverband Mitte
| Wahlkreis | Gebiet |
| --------- | --- |
| Mitte 1   | Ortsteil Mitte (nördl. Teil) mit dem Rosenthaler Platz sowie von Gesundbrunnen das Gebiet südlich des Humboldthains und westlich der Brunnenstraße |
| Mitte 2   | Ortsteil Mitte (südl. Teil) mit einem Teil der Spandauer Vorstadt, der Museumsinsel sowie Unter den Linden, Friedrichstraße und Alexanderplatz     |
| Mitte 3   | Tiergarten, Hansaviertel und Moabit südlich der Linie Huttenstraße–Turmstraße–Perleberger Straße                                                   |
| Mitte 4   | Moabit nördlich der Linie Huttenstraße–Turmstraße–Perleberger Straße sowie Wedding südlich der Seestraße und westlich der Müllerstraße             |
| Mitte 5   | Wedding nördlich der Linie Seestraße–Müllerstraße–Schulstraße                                                                                      |
| Mitte 6   | Gesundbrunnen (nördl. Teil) sowie Wedding südlich der Schulstraße und östlich der Müllerstraße                                                     |

### Wahlkreisverband Friedrichshain-Kreuzberg
| Wahlkreis                  | Gebiet |
| -------------------------- | --- |
| Friedrichshain-Kreuzberg 1 | Kreuzberg westlich der Linie Lindenstraße–Landwehrkanal–Grimmstraße–Urbanstraße–Fontanepromenade-Südstern |
| Friedrichshain-Kreuzberg 2 | Kreuzberg südlich des Straßenzugs Gitschiner Straße–Skalitzer Straße und östlich der Linie Alexandrinenstraße–Landwehrkanal–Grimmstraße–Urbanstraße–Fontanepromenade–Südstern sowie Friedrichshain östlich der Warschauer Straße und südlich der Schlesischen Bahn |
| Friedrichshain-Kreuzberg 3 | Kreuzberg nördlich des Straßenzuges Gitschiner Straße–Skalitzer Straße sowie von Friedrichshain das Wohngebiet zwischen der Grünberger Straße und der Schlesischen Bahn                                                                                            |
| Friedrichshain-Kreuzberg 4 | Von Friedrichshain die Wohngebiete beiderseits der Karl-Marx-Allee |
| Friedrichshain-Kreuzberg 5 | Von Friedrichshain die Wohngebiete beiderseits der Frankfurter Allee. |

### Wahlkreisverband Pankow
| Wahlkreis | Gebiet |
| --------- | --- |
| Pankow 1  | Buch, Karow und Französisch Buchholz (östl. Teil)                                                                               |
| Pankow 2  | Blankenfelde, Rosenthal, Wilhelmsruh und Niederschönhausen (nördl. Teil)                                                        |
| Pankow 3  | Pankow-Nord (nördl. Teil), Niederschönhausen (südl. Teil) und Französisch Buchholz (westl. Teil)                                |
| Pankow 4  | Weißensee nördlich der Pistoriusstraße, Stadtrandsiedlung Malchow und Blankenburg                                               |
| Pankow 5  | Pankow (südl. Teil) und Heinersdorf                                                                                             |
| Pankow 6  | Prenzlauer Berg nordwestlich der Linie Esplanade–Schönhauser Allee-Ringbahn–Prenzlauer Allee–Danziger Straße–Eberswalder Straße |
| Pankow 7  | Prenzlauer Berg nordöstlich der Linie Schönhauser Allee-Ringbahn und Weißensee südlich der Pistoriusstraße                      |
| Pankow 8  | Prenzlauer Berg südwestlich der Linie Eberswalder Straße–Danziger Straße–Prenzlauer Allee-Ringbahn–Greifswalder Straße          |
| Pankow 9  | Prenzlauer Berg südöstlich der Greifswalder Straße und Weißensee südöstlich der Berliner Allee                                  |

### Wahlkreisverband Charlottenburg-Wilmersdorf
| Wahlkreis                    | Gebiet |
| ---------------------------- | --- |
| Charlottenburg-Wilmersdorf 1 | Charlottenburg-Nord sowie von Charlottenburg die Gebiete Kalowswerder mit dem Mierendorffplatz und Alt-Lietzow nordöstlich der Otto-Suhr-Allee               |
| Charlottenburg-Wilmersdorf 2 | Westend sowie von Charlottenburg das Gebiet um den Klausenerplatz und das Schloss Charlottenburg                                                             |
| Charlottenburg-Wilmersdorf 3 | Von Charlottenburg die Gebiete beiderseits der Schloßstraße sowie rund um den Lietzensee, den Stuttgarter Platz und den Adenauerplatz                        |
| Charlottenburg-Wilmersdorf 4 | Von Charlottenburg die Gebiete beiderseits der Bismarckstraße, der Kantstraße und des Kurfürstendamms sowie von Wilmersdorf die Umgebung des Olivaer Platzes |
| Charlottenburg-Wilmersdorf 5 | Halensee, Grunewald, Schmargendorf (westl. Teil) sowie Wilmersdorf (westl. Teil)                                                                             |
| Charlottenburg-Wilmersdorf 6 | Wilmersdorf (östl. Teil) mit Ludwigkirchplatz, Prager Platz, Bundesplatz und Volkspark                                                                       |
| Charlottenburg-Wilmersdorf 7 | Schmargendorf (östl. Teil) und Wilmersdorf (südl. Teil) mit dem Rheingauviertel                                                                              |

### Wahlkreisverband Spandau
| Wahlkreis | Gebiet                                                                              |
| --------- | ----------------------------------------------------------------------------------- |
| Spandau 1 | Hakenfelde, Falkenhagener Feld (nördl. Teil) und der Ortsteil Spandau (nördl. Teil) |
| Spandau 2 | Ortsteil Spandau (südl. Teil) und Falkenhagener Feld (südöstl. Teil)                |
| Spandau 3 | Wilhelmstadt (nördl. Teil), Haselhorst und Siemensstadt                             |
| Spandau 4 | Staaken und Falkenhagener Feld (südwestl. Teil)                                     |
| Spandau 5 | Wilhelmstadt (südl. Teil) mit Pichelsdorf, Gatow und Kladow                         |

### Wahlkreisverband Steglitz-Zehlendorf
| Wahlkreis             | Gebiet                                                                        |
| --------------------- | ----------------------------------------------------------------------------- |
| Steglitz-Zehlendorf 1 | Steglitz (nordwestl. Teil) mit Breitenbachplatz, Schloßstraße und Asternplatz |
| Steglitz-Zehlendorf 2 | Steglitz (südöstl. Teil) mit Albrechtstraße, Steglitzer Damm und Südende      |
| Steglitz-Zehlendorf 3 | Lichterfelde (westl. Teil) und Berlin-Zehlendorf (südl. Teil)                 |
| Steglitz-Zehlendorf 4 | Lichterfelde (südl. Teil)                                                     |
| Steglitz-Zehlendorf 5 | Lankwitz und Lichterfelde (nordöstl. Teil)                                    |
| Steglitz-Zehlendorf 6 | Dahlem und Berlin-Zehlendorf (nördl. Teil)                                    |
| Steglitz-Zehlendorf 7 | Wannsee, Nikolassee und Berlin-Zehlendorf (westl. Teil)                       |

### Wahlkreisverband Tempelhof-Schöneberg
| Wahlkreis              | Gebiet |
| ---------------------- | --- |
| Tempelhof-Schöneberg 1 | Schöneberg (nördl. Teil) mit Wittenbergplatz, Viktoria-Luise-Platz, Nollendorfplatz, Winterfeldtplatz, Bülowstraße und Potsdamer Straße |
| Tempelhof-Schöneberg 2 | Schöneberg (mittl. Teil) mit Bayerischem Platz, Rathaus Schöneberg, damaliger Kaiser-Wilhelm-Platz und Schöneberger Insel               |
| Tempelhof-Schöneberg 3 | Friedenau sowie von Schöneberg das Gebiet um die Ceciliengärten und die Rubensstraße                                                    |
| Tempelhof-Schöneberg 4 | Schöneberg (südl. Teil) mit Grazer Damm und Siedlung Lindenhof sowie Tempelhof (nördl. Teil) mit Neu-Tempelhof und Alt-Tempelhof        |
| Tempelhof-Schöneberg 5 | Tempelhof (südl. Teil) sowie Mariendorf (nördl. Teil) mit Marienhöhe und Ullsteinhaus                                                   |
| Tempelhof-Schöneberg 6 | Mariendorf (südl. Teil) und Marienfelde (nördl. Teil)                                                                                   |
| Tempelhof-Schöneberg 7 | Marienfelde (südl. Teil) und Lichtenrade (nördl. Teil)                                                                                  |
| Tempelhof-Schöneberg 8 | Lichtenrade (südl. Teil) |

### Wahlkreisverband Neukölln
| Wahlkreis  | Gebiet |
| ---------- | --- |
| Neukölln 1 | Ortsteil Neukölln (nordöstl. Teil) mit Hermannplatz, der Reuterkiez und Sonnenallee innerhalb der Ringbahn |
| Neukölln 2 | Ortsteil Neukölln (nordwestl. Teil) mit Hermannstraße und Karl-Marx-Straße innerhalb der Ringbahn          |
| Neukölln 3 | Ortsteil Neukölln außerhalb der Ringbahn und Britz (nördl. Teil)                                           |
| Neukölln 4 | Britz (südl. Teil) und Buckow (westl. Teil)                                                                |
| Neukölln 5 | Gropiusstadt, Buckow (östl. Teil) und Rudow (nördl. Teil)                                                  |
| Neukölln 6 | Rudow (südl. Teil)                                                                                         |

### Wahlkreisverband Treptow-Köpenick
| Wahlkreis          | Gebiet                                                                       |
| ------------------ | ---------------------------------------------------------------------------- |
| Treptow-Köpenick 1 | Alt-Treptow, Plänterwald und Baumschulenweg                                  |
| Treptow-Köpenick 2 | Oberschöneweide, Niederschöneweide und Johannisthal                          |
| Treptow-Köpenick 3 | Adlershof und Altglienicke                                                   |
| Treptow-Köpenick 4 | Köpenick (westl. Teil), Bohnsdorf, Grünau und Schmöckwitz                    |
| Treptow-Köpenick 5 | Köpenick (östl. Teil) mit Allende-Viertel und Wendenschloss sowie Müggelheim |
| Treptow-Köpenick 6 | Köpenick (nördl. Teil), Friedrichshagen und Rahnsdorf                        |

### Wahlkreisverband Marzahn-Hellersdorf
| Wahlkreis             | Gebiet                                                    |
| --------------------- | --------------------------------------------------------- |
| Marzahn-Hellersdorf 1 | Marzahn-Nord                                              |
| Marzahn-Hellersdorf 2 | Marzahn-Mitte                                             |
| Marzahn-Hellersdorf 3 | Marzahn (südöstl. Teil) und Hellersdorf (nordwestl. Teil) |
| Marzahn-Hellersdorf 4 | Marzahn (südwestl. Teil) und Biesdorf                     |
| Marzahn-Hellersdorf 5 | Kaulsdorf (südl. Teil) und Mahlsdorf                      |
| Marzahn-Hellersdorf 6 | Kaulsdorf (nördl. Teil) und Hellersdorf (südl. Teil)      |
| Marzahn-Hellersdorf 7 | Hellersdorf (mittl. und östl. Teil)                       |

### Wahlkreisverband Lichtenberg
| Wahlkreis     | Gebiet                                                                                |
| ------------- | ------------------------------------------------------------------------------------- |
| Lichtenberg 1 | Neu-Hohenschönhausen (nordöstl. Teil), Wartenberg und Falkenberg                      |
| Lichtenberg 2 | Neu-Hohenschönhausen (südwestl. Teil), Alt-Hohenschönhausen (nördl. Teil) und Malchow |
| Lichtenberg 3 | Alt-Hohenschönhausen (südl. Teil), Ortsteil Lichtenberg (östl. Teil) und Fennpfuhl    |
| Lichtenberg 4 | Ortsteil Lichtenberg (westl. Teil)                                                    |
| Lichtenberg 5 | Friedrichsfelde (nördl. Teil) und Rummelsburg (nördl. Teil)                           |
| Lichtenberg 6 | Karlshorst, Friedrichsfelde (südl. Teil) und Rummelsburg (südl. Teil)                 |

### Wahlkreisverband Reinickendorf
| Wahlkreis       | Gebiet                                                         |
| --------------- | -------------------------------------------------------------- |
| Reinickendorf 1 | Ortsteil Reinickendorf (östl. Teil)                            |
| Reinickendorf 2 | Ortsteil Reinickendorf (westl. Teil) und Tegel (südl. Teil)    |
| Reinickendorf 3 | Heiligensee, Konradshöhe und Tegel (nördl. Teil)               |
| Reinickendorf 4 | Wittenau mit Borsigwalde, Waidmannslust und Tegel (östl. Teil) |
| Reinickendorf 5 | Märkisches Viertel und Lübars                                  |
| Reinickendorf 6 | Frohnau, Hermsdorf und von Tegel die Siedlung Freie Scholle    |